# 市川幡谷
市川 幡谷（いちかわ はたや、1883年6月 - 没年不詳）は、日本の俳優である。本名は有田 松太郎（ありた まつたろう）。牧野教育映画製作所以来の牧野省三を支えた、「マキノ」ブランド初期の主演俳優として知られる。息子は同じく俳優の市川竜男。

## 来歴・人物
1883年（明治16年）6月に生まれる。生年については、1881年（明治14年）10月23日の説もある。
幼少時に5代目市川小團次の門下となり、市川玉太郎という芸名で初舞台を踏む。後に市川段枝と改名するが直ぐに歌舞伎界を離れ、本名の有田松太郎名義で、東京・浅草にある十二階劇場で大衆演劇に出演し、剣戟を得意とした。1922年（大正11年）12月、39歳のとき、京都の牧野省三が前年に設立した牧野教育映画製作所に入社。牧野監督の『国定忠治』に主演して映画デビュー、その後も数本に主演する。1923年（大正12年）の同社のマキノ映画製作所への発展的な改称・改組にあたって、市川幡谷と改名。同年『三好清海』に主演する。阪東妻三郎はまだこのとき端役である。しかし、徐々に若い阪東や月形龍之介がスターとしてのしあがるにつれ、同社が東亜キネマに吸収合併された1924年（大正13年）7月以降数本に出演したのち、11月に幡谷はその一門を引き連れて、帝国キネマ小阪撮影所（帝キネ小阪）へ移籍する。
帝キネ小阪移籍第1作は、マキノに一時在籍した獏与太平こと古海卓二監督の『髑髏の印籠』で、同作は幡谷の脚本執筆作であった。翌1925年（大正14年）の帝キネの内紛で小阪に生み出された東邦映画製作所で富沢進郎監督の『お舟と頓兵衛』に主演したのちに、1928年（昭和3年）10月にマキノ・プロダクションに復帰した。
1929年（昭和4年）5月には中島宝三監督の『後の水戸黄門』に主演するが、同年7月25日に牧野省三が死去、没後50日には省三の長男・マキノ正博を中心にした体制がつくられる。省三は同世代であったが、正博は幡谷の25歳下である。幡谷はすでに46歳になっていた。同年9月に発表された新体制の陣容の俳優部に幡谷は名を連ねるが、幡谷は同社を退社、高村正次が京都撮影所長に就任していた東亜キネマに移籍する。
翌1930年（昭和5年）、広瀬五郎監督の『幕末浪人組』、枝正義郎総監督、監督に仁科熊彦、後藤岱山、広瀬五郎、石田民三、山口好幸、橋本松男の6人が名を連ねた大作『天狗騒動記』などに主演するが、1931年（昭和6年）の『天下の副将軍 万代篇』、『南国太平記 爆発篇』を最後に、48歳で映画界を去る。没年不詳。

## おもなフィルモグラフィ
※「有田松太郎」名義
- 国定忠治（1922年、監督：牧野省三/原作：行友李風）

※以下「市川幡谷」名義
- 三好清海（1923年、共演：片岡市太郎・阪東妻三郎）
- 髑髏の印籠（1924年、監督：古海卓二）
- お舟と頓兵衛（1925年、監督：富沢進郎）
- 後の水戸黄門（1929年、監督：中島宝三）
- 幕末浪人組（1930年、監督：広瀬五郎）
- 天狗騒動記（1930年、総監督：枝正義郎/監督：仁科熊彦・後藤岱山・広瀬五郎・石田民三・山口好幸・橋本松男）
- 天下の副将軍 万代篇（1931年、監督：後藤岱山）
- 南国太平記 爆発篇（1931年、監督：山口哲平/原作：直木三十五/主演：羅門光三郎）

## 関連事項
- 牧野教育映画製作所 - マキノ映画製作所 - 東亜キネマ - マキノ・プロダクション（牧野省三）
- 帝国キネマ - 東邦映画製作所

## 註
1. ↑  『日本映画人改名・改称事典』図書館刊行会、2004年、28頁。
2. 1 2 3 4  『日本映画監督全集』（キネマ旬報社、1976年）の「市川幡谷」の項（p.56）を参照。同項執筆は田中純一郎。
3. ↑  Wikipedia「マキノ・プロダクション#牧野省三没後の体制」、および立命館大学衣笠キャンパスの「マキノ・プロジェクト」サイト内の「1929年 マキノ・プロダクション御室撮影所 所員録」の記述を参照。